# Fontaine-le-Sec
Fontaine-le-Sec település Franciaországban, Somme megyében. Lakosainak száma 142 fő (2022. január 1.). Fontaine-le-Sec Forceville-en-Vimeu, Frettecuisse, Wiry-au-Mont, Woirel, Aumâtre, Cannessières, Oisemont és Vergies községekkel határos.

## Népesség
A település népességének változása:
| Lakosok száma | 151  | 155  | 158  | 154  | 149  | 145  | 140  | 141  | 142  |
|               | 2013 | 2015 | 2016 | 2017 | 2018 | 2019 | 2020 | 2021 | 2022 |